# Ходжавендський район
Ходжавендський район — район на заході Азербайджану.
З часів Першої карабаської війни 1993 по 2020 рік був під окупацією Нагірно-Карабахської Республіки, за винятком східної частини, північно-східна половина якої входила до складу провінції Мартуні, а решта — до провінції Гадрут.
14 жовтня 2020 року президент Азербайджану оголосив, що села Булутан, Малікджанлі, Камарук, Така і Тагасер Ходжавендського району були визволені азербайджанською армією.
16 жовтня 2020 року оголошено, що Азербайджан узяв під контроль ще три села в районі.